# Sungkai (jezik)
Sungkai dijalekt (ISO 639-3: suu; povučen), Dijalekt je jezika lampung api kojim govore pripadnici muslimanskog plemena Sungkai, 6 363 pripadnika (2000 WCD) na južnoj Sumatri, Indonezija. 
Nekad poseban individualni jezik koji se klasificirao sada nepriznatoj podskupini pesisir, šira lampunška skupina. 

## Vanjske poveznice
- Ethnologue (14th)
- Ethnologue (16th)